# Frank Borghi
Frank Borghi (Saint Louis, Missouri, 1925. április 9. – Saint Louis, 2015. február 2.) amerikai labdarúgó, kapus.

## Karrierje
Borghi pályafutását eleinte baseballal kezdte, csak később váltott labdarúgásra. A kapusposzt mellett egész egyszerűen azért döntött, mert úgy érezte, nem elég tehetséges a mezőnyjátékhoz. Ezt támasztja alá az is, hogy a kirúgásokat is mindig egy csapattársával végeztette el, valamint amikor egy védés után úgy adódott, akkor is inkább a kidobást választotta a kézből kirúgás helyett. Baseballos múltja miatt rendkívül erős karjával hatalmas kidobásokra volt képes, ebből több veszélyes lehetőséget is kialakítottak csapattársai.
A rendelkezésre álló információk alapján biztosan játszott a St. Louis Simpkins-Ford csapatában, amellyel 1948-ban és 1950-ben is bajnoki címet szerzett.
A válogatottba először 1949-ben kapott meghívót, majd az 1950-es vb előtt négy selejtezőn is ő védett, ahogy magán a tornán is minden meccset végigjátszott, amíg az amerikaiak versenyben voltak. Ott volt az angolok ellen is, ahol több nagy védést mutatott be. Ez nagyban hozzásegítette csapatát az 1–0-s győzelemhez, amelyet sokan a futballtörténelem egyik legmegdöbbentőbb eredményeként aposztrofálnak.

## Magánélet, érdekességek
Borghi St. Louis The Hill nevű városrészében nőtt fel. Orvosként részt vett a második világháborúban, ahol több jelentős csatában is segédkezett az amerikai csapatoknak. Tevékenysége miatt bronz kereszt-, illetve lila szív-kitüntetést is kapott.
2015. február 2-án, nyolcvankilenc évesen hunyt el. Sírja a Missouri állambeli Lemayban található.
A The Game of Their Lives című filmben, amely az angolok elleni győzelemnek állít emléket, Borghit Gerard Butler alakította.